# La Pellerine (Maine-et-Loire)
La Pellerine ist eine französische Gemeinde mit 137 Einwohnern (Stand: 1. Januar 2022)  im Département Maine-et-Loire in der Region Pays de la Loire. Die Gemeinde gehört zum Arrondissement Saumur und zum Kanton Beaufort-en-Anjou. Die Einwohner werden Pellerinois genannt.

## Geografie
La Pellerine liegt etwa 48 Kilometer östlich von Angers in der Baugeois. Umgeben wird La Pellerine vollständig von der Nachbargemeinden Noyant-Villages.

## Bevölkerungsentwicklung
| Jahr                       | 1962 | 1968 | 1975 | 1982 | 1990 | 1999 | 2006 | 2018 |
| Einwohner                  | 247  | 226  | 165  | 156  | 143  | 135  | 154  | 135  |
| Quellen: Cassini und INSEE |      |      |      |      |      |      |      |      |

## Sehenswürdigkeiten
- Kirche Saint-Aubin aus dem 11. Jahrhundert, spätere Umbauten, seit 2006 Monument historique (siehe auch: Liste der Monuments historiques in La Pellerine (Maine-et-Loire))

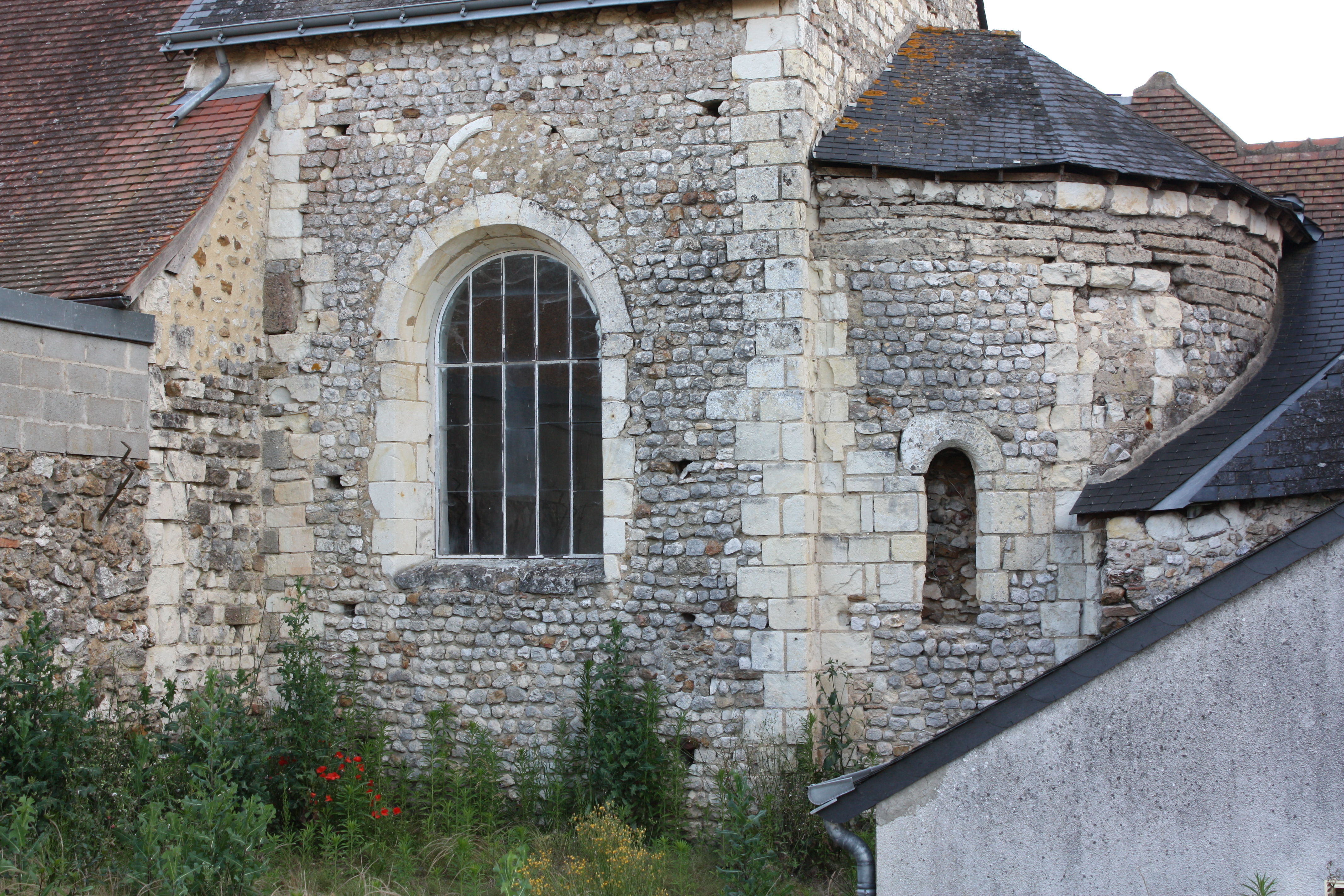
Kirche Saint-Aubin

- Pfarrhaus aus dem 18. Jahrhundert
- Mehrere Mühlen